# Region Plateaux
Plateaux ist eine Region Togos mit der Hauptstadt Atakpamé.

## Klima
Die Region ist mit einer durchschnittlichen Tageshöchsttemperatur von nur 33 Grad eine der milderen Regionen in Togo. Das Klima ist mit einem Jahresdurchschnitt von 33 Grad sehr warm, hat aber nur wenig wirklich tropische und schwüle Monate. Es ist ganzjährig warm bis heiß. Die beste Reisezeit ist aufgrund der trockeneren Jahreszeit von November bis März. Die meisten Niederschläge fallen von Juni bis Oktober.

## Geographie

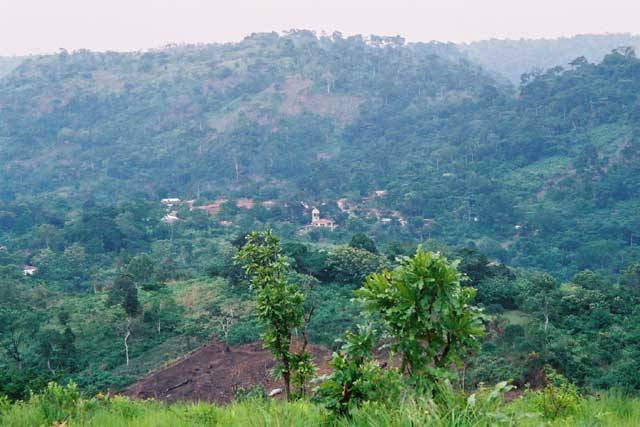
Landschaft in der Region Plateaux

Die Region liegt im mittleren Süden des Landes und grenzt im Norden an die Region Centrale, im Süden an die Region Maritime, im Westen an Ghana und im Osten an Benin.
Im Südwesten befindet sich eine Bergregion, die trotz ausgedehnter Kaffee- und Kakaoplantagen noch dichte naturbelassene  Wälder beherbergt. Dort liegt auch das Avatimé-Massiv – ein Teil des Togogebirges – in der Nähe von Togos höchstem Gipfel, dem Mont Agou, der sich auf 986 m Seehöhe erhebt.

## Ortschaften

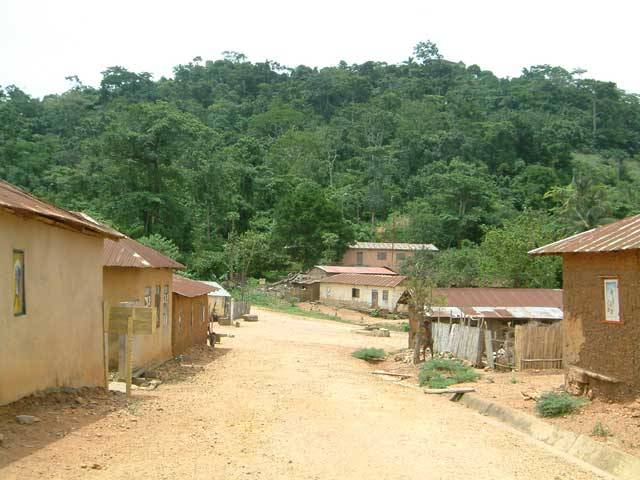
Dorf in der Region Plateaux

Die wichtigsten Ortschaften sind Kpalimé, Kloto, Badou und Notsé.
Weitere Ortschaften:
- Akoba
- Amou Oblo
- Ana
- Anié
- Coura
- Fogo
- Garbadé
- Gléi
- Haito
- Issati
- Lapa
- Lomba
- Mata
- Médjé
- Mora
- Nuatia
- Todo
- Toliun
- Touro
- Yanda

## Verwaltungsgliederung
Die Region teilt sich in folgende Präfekturen auf:
| Präfektur  | Verwaltungssitz |
| ---------- | --------------- |
| Agou       | Agou-Gadjepe    |
| Akébou     | Kougnohou       |
| Amou       | Amlamé          |
| Anié       | Anié            |
| Danyi      | Danyi-Apéyémé   |
| Est-Mono   | Elavagnon       |
| Haho       | Notsé           |
| Kloto      | Kpalimé         |
| Moyen-Mono | Tohoun          |
| Ogou       | Atakpamé        |
| Wawa       | Badou           |